# Brusson
Brusson (arpità Breutson) és un municipi italià, situat a la regió de Vall d'Aosta. L'any 2007 tenia 840 habitants. Limita amb els municipis d'Ayas, Challand-Saint-Anselme, Emarèse, Gaby, Gressoney-Saint-Jean, Issime i Saint-Vincent.

## Administració

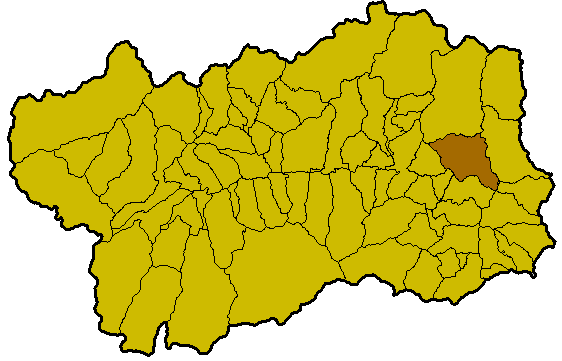
Situació de Brusson a la Vall

| Període   | Identitat          | Partit           |
| --------- | ------------------ | ---------------- |
| 1975-1978 | Augusto Rollandin  | Unió Valldostana |
| 1978-1980 | Ignacio Lévêque    | Llista Cívica    |
| 1980-1985 | Roberto Vicquéry   |                  |
| 1985-2005 | Elso Gérandin      |                  |
| 2005-     | Giulio Grosjacques | Llista Cívica    |